# Kinh đá Phòng Sơn

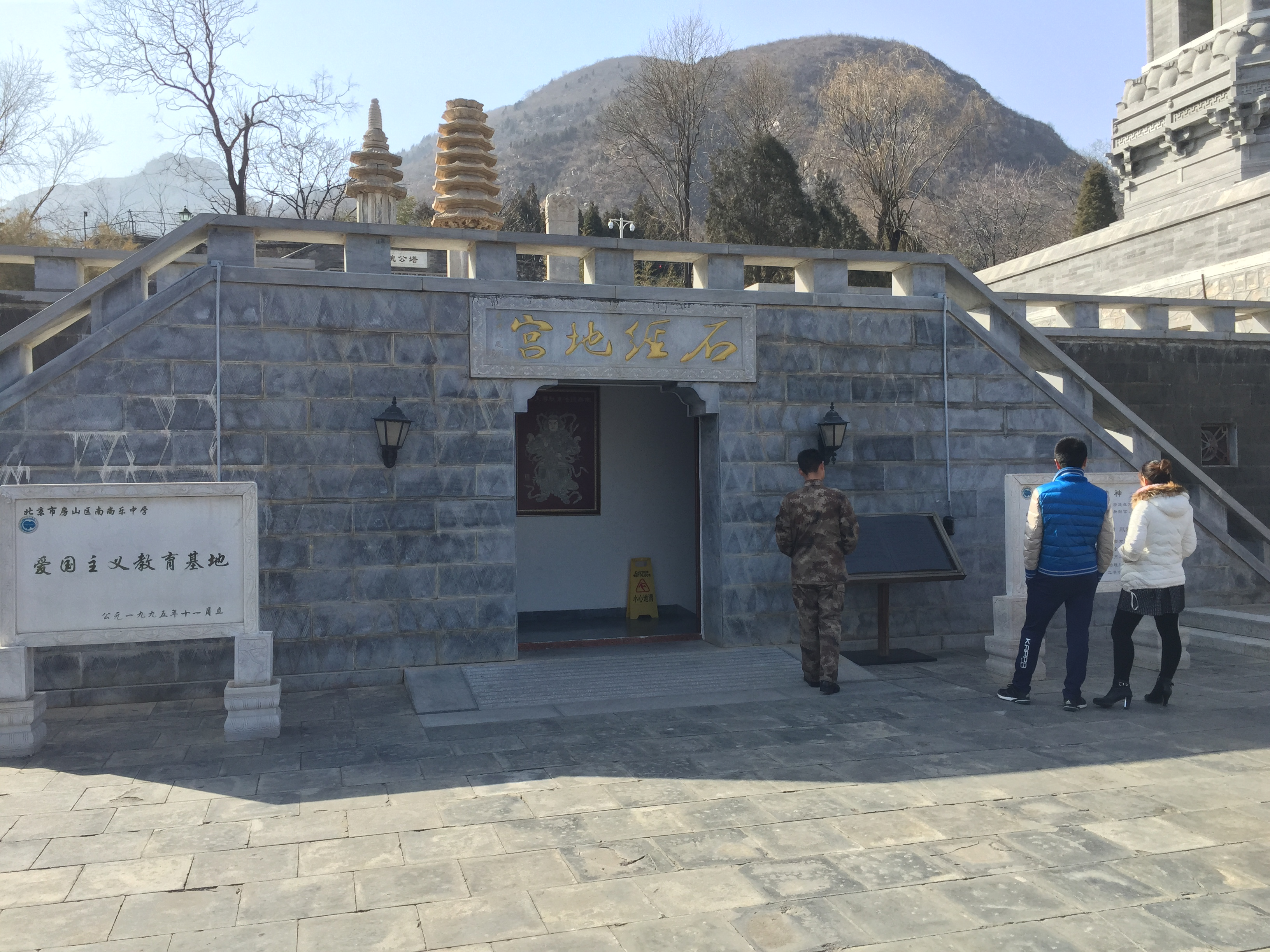
Lối vào phòng dưới đất của chùa Vân Cư Phòng Sơn, nơi cất giữ những bản kinh bằng đá của hai triều đại Liêu và Kim.

Kinh đá Phòng Sơn (chữ Hán: 房山石經, Phòng Sơn thạch kinh), tên đầy đủ là Bản khắc đá Đại tạng kinh Phật giáo của chùa Vân Cư Phòng Sơn (房山云居寺石刻佛教大藏经, Phòng Sơn Vân Cư tự Thạch khắc Phật giáo Đại tạng kinh), là tên gọi của các bản khắc Đại tạng kinh Phật giáo bằng đá được lưu trữ tại chùa Vân Cư, núi Thạch Kinh, huyện Phòng Sơn, Bắc Kinh. Các bản kinh khắc đá này được thực hiện qua nhiều triều đại, bắt đầu từ thời nhà Tùy, trải qua các đời Đường, Liêu, Kim, cho đến tận cuối thời nhà Minh.

## Lịch sử
Phật giáo, trải qua hai đời Bắc Ngụy Thái Vũ Đế và Bắc Chu Vũ Đế, hai lần bị bức hại. Để bảo tồn kinh văn cho đời sau, Sa-môn Tĩnh Uyển đã kế thừa tâm nguyện cuối cùng của sư phụ Huệ Tư, bắt đầu cho thực hiện việc khắc kinh trên bia đá từ thời nhà Tùy, được bảo trợ bởi Dạng Mẫn Hoàng hậu và em trai bà là Tiêu Vũ.
Năm Trinh Quán thứ 5 (631), khắc xong bộ Niết-bàn kinh, năm Trinh Quán thứ 13 (639), Tĩnh Uyển viên tịch, các đệ tử tiếp tục việc khắc kinh, trong đó Huyền Đạo khắc bốn tập "Đại phẩm Bát-nhã kinh", "Lăng-già-a-bạt-đa-la bảo kinh", "Tư-ích Phạm thiên sở vấn kinh" và "Phật địa kinh". Trong thời Khai Nguyên, Huệ Tiêm, đệ tử đời thứ tư của Tĩnh Uyển, được sự giúp đỡ của Công chúa Kim Tiên, em gái thứ tám của Đường Huyền Tông, đã bắt đầu xây dựng động Lôi Âm (còn gọi là Thạch Kinh đường), mở 2 cửa động đầu tiên (nay là động Nhất, động Nhì), đến cuối thời Đường đã khắc hơn 4.000 tảng kinh đá và được lưu trữ trong chín động đá, chia thành tầng trên và tầng dưới.
Trong chiến loạn thời Ngũ đại, việc khắc kinh đá bị đình đốn. Vào thời nhà Liêu, Hàn Thiệu Phương, Thứ sử Trác Châu, từng đếm số lượng kinh đá được giấu trong các hang động, bao gồm 360 tấm bia, nhưng không kiểm tra tất cả các cửa động. Dưới thời nhà Kim, năm Thiên Hội thứ 10 (1132), Trương Huyền Trưng, Tri châu Trác châu, đã cho khắc "Phật ấn tam vị kinh". Năm Thiện Hội thứ 14, tăng nhân Kiến Tung của chùa Viên Phúc Yên Kinh đã khắc "Đại đô vương kinh".
Không có bản kinh đá nào được khắc vào thời nhà Nguyên. Vào năm Chí Chính nguyên niên (1341), Huệ Nguyệt, một nhà sư từ Cao Ly, từ Ngũ Đài sơn đến thăm Thạch Kinh sơn, thấy cửa đá của Hoa Nghiêm đường (động Lôi Âm) bị phá hủy, ông đã quyên góp tiền để sửa chữa cửa động.
Thời nhà Minh, Minh Thái Tổ từng cử Diêu Quảng Hiếu thị sát núi Thạch Kinh. Thời Sùng Trinh, Ngô Hưng Chân kiến nghị Cát Nhất Long, Phùng Thuyên, Lý Đằng Phương, Đổng Kỳ Xương, Hoàng Nhữ Hanh, Vương Tư Nhậm, Triệu Kỳ Mỹ... cùng tiếp tục khắc kinh đá, và mở một động nhỏ bên trái động Lôi Âm, gọi là động Bảo Tạng, dùng để chứa các bản kinh đá được khắc ở am Thạch Đăng Bắc Kinh đưa về núi Thạch Kinh để cất giữ.

## Văn vật
Tại động thứ 5 của động Lôi Âm (còn gọi là Thạch Kinh đường hay Hoa Nghiêm đường), có khắc "Pháp hoa kinh", "Thắng-man kinh", v.v., được công nhận là tác phẩm của Tĩnh Uyển.
"Phòng Sơn thạch kinh" có chứa "Thích giáo tối thượng thừa bí mật tạng Đà-la-ni tập", chứa tổng cộng 724 câu thần chú. Đây là một kinh điển đã thất lạc của Kim cương thừa.